# Ora serrata

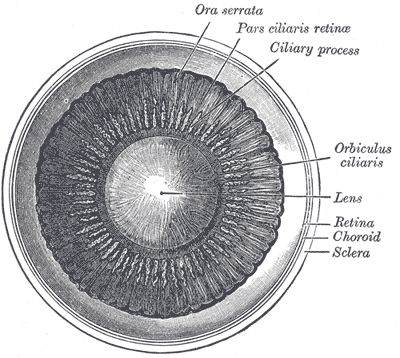
Interno della metà anteriore del globo oculare.

L'ora serrata è la linea circolare seghettata osservabile guardando dall'interno la metà anteriore dell'occhio e che costituisce la delimitazione fra il corpo ciliare e la coroide. Per estensione si definisce ora serrata anche il corrispondente punto di transizione fra la retina e l'epitelio ciliare del corpo ciliare . 
È costituita da giunzioni serrate tra la retina e il corpo ciliato dell'occhio. Tale struttura demarca il passaggio tra lo strato non fotosensibile da quello fotosensibile a più strati (la retina, appunto).